# Ingemund Bengtsson
Sten Bertil Ingemund Bengtsson (Aussprache [ˌiŋːəmɵnd ˈbɛŋːtsɔn], * 30. Januar 1919 in Veddige; † 12. April 2000 in Varberg) war ein schwedischer sozialdemokratischer Politiker.

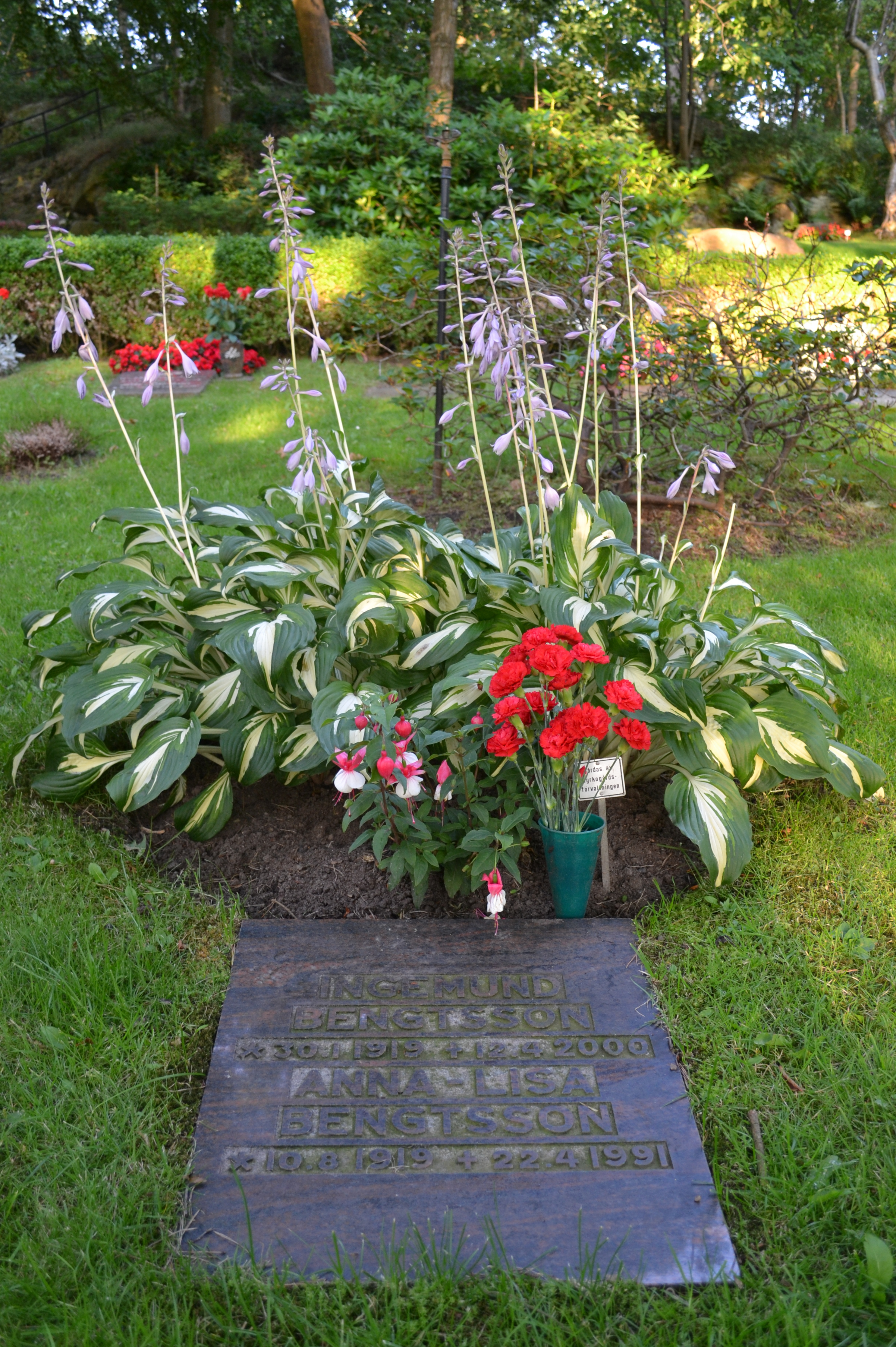
Bengtssons Grab

Bengtsson war sprachinteressiert und engagierte sich von Jugend an zeitlebens für Esperanto. In einfachen Verhältnissen aufgewachsen, arbeitete er nach dem Tod seines Vaters bereits als 15-Jähriger in einer Fahrradfabrik, wo er den Beruf des Werkzeugmachers erlernte. Von 1951 bis 1988 war er Reichstagsabgeordneter, von 1969 bis 1973 Landwirtschaftsminister, 1973 Innenminister, und von 1974 bis 1976 Arbeitsmarktminister. Von 1979 bis 1988 war er Reichstagspräsident. Als Reichstagspräsident war er auch von 2. bis 3. Juli 1988 Interimsreichsvorsteher von Schweden, wegen Auslandsreisen des Königshauses. In der Generalversammlung der UNO vertrat er Schweden in den Jahren 1963 bis 1967. Er war auch verantwortlich für die UN-Umweltkonferenz 1972 in Stockholm.